# Kommunwand

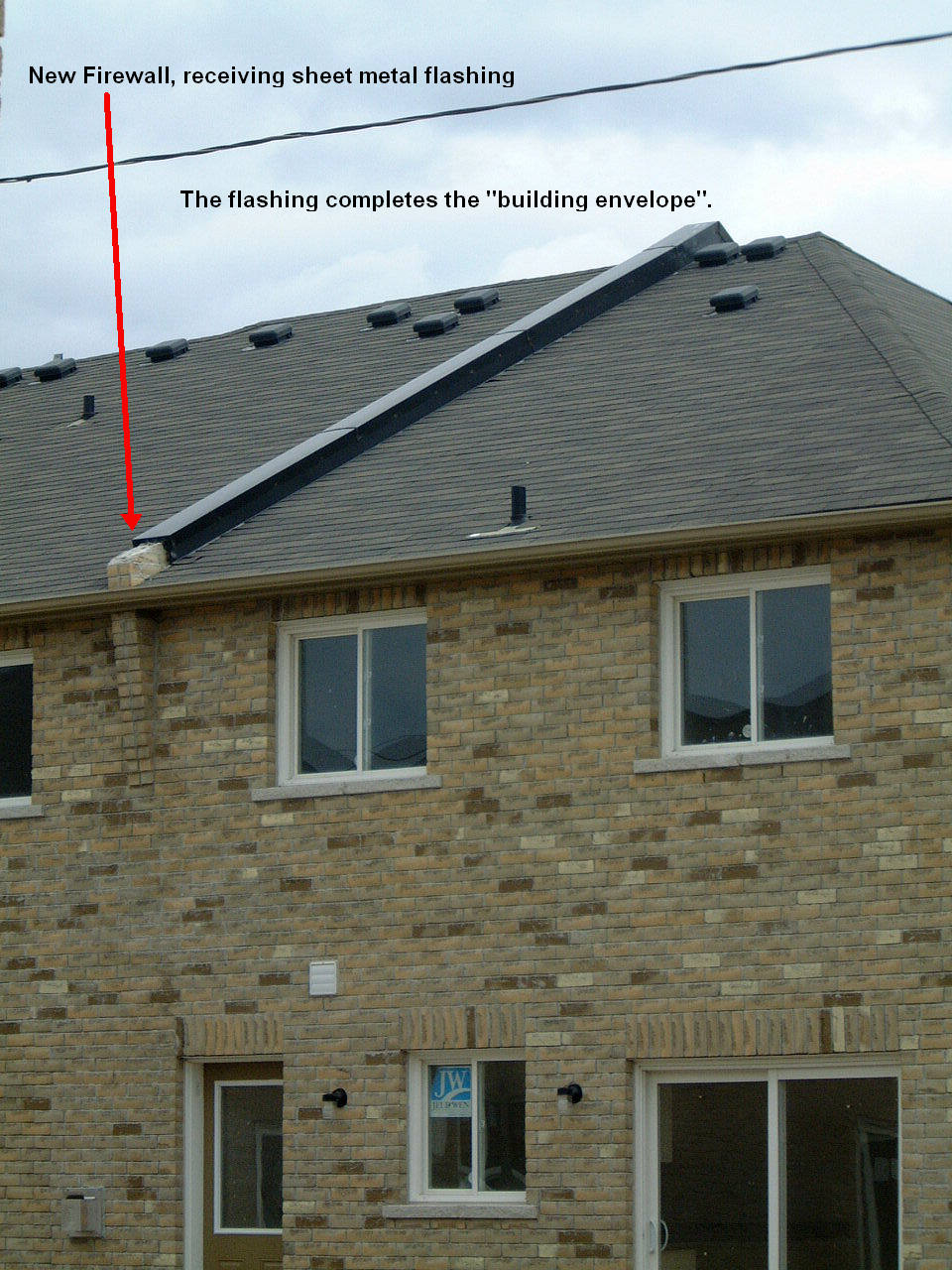
Kommunwand als Brandwand

Kommunwand (von lat. communis = gemeinsam) auch Nachbarwand genannt.

## Bauwesen
Die Kommunwand ist eine als Grenze zweier benachbarter Grundstücke errichtete Wand die von mindestens zwei Gebäuden geteilt wird. Im städtischen Bereich, insbesondere in den Innenstädten, ist die Kommunwandbauweise durch den herrschenden Platzmangel gängige Praxis. Eine typische Anwendung ist die Gebäudetrennwand zwischen Reihenhäusern, Doppelhaushälften oder Mehrfamilienhäusern. In der Regel wird die Kommunwand auf die Grundstücksgrenze gebaut und ist in diesem Fall als halbscheidige Wand oder halbscheidige Giebelwand bezeichnet, wenn die Dachtraufe zur Straßenfront hin ausgerichtet ist.
Eine Wand zwischen zwei Reihenhäusern ist nur als Nachbars-, beziehungsweise als Kommunwand zu bezeichnen, wenn die Wand ein integraler Bestandteil beider Gebäude ist und nicht über die Gebäudegrenze hinausragt. Beide Nachbarn dürfen dabei an ihrer jeweiligen Wand Veränderungen vornehmen.
Bei einem Bauvorhaben ist die Kommunwand insbesondere im Hinblick auf Statik, Schall- und Wärmedämmung ein kritischer Bereich. Gerade im Hinblick auf die Schalldämmung werden Gebäudetrennwände heute verstärkt zweischalig, das heißt aus zwei parallel errichteten Wänden gebaut.
Innerhalb eines Gebäudes wird auch die Wand zwischen zwei selbständigen Wohneinheiten als Kommunwand bezeichnet.